# Association sportive Kilimandjaro
Maillots
L'AS Kilimandjaro est un club de football congolais qui évolue dans l'EUFKIN, qui est le quatrième niveau du football en RDC.

## Histoire
Le club est créé à Kinshasa, il est un club amateur pendant presque toute son histoire. 
Son principal fait d'arme a lieu lors de la saison 2000, lorsqu'ils terminent deuxième de l'EPFKIN, derrière le DCMP. Le club va alors faire partie de la Ligue 1 pour la première fois de son histoire.
Au niveau international, le club participe à un seul tournoi continental, la Coupe de la CAF 2002. Le club se voit éliminé au premier tour par le TP Akwembé, club du Gabon.

## Palmarès
- EPFKIN :
  - Deuxième :

2000

## Personnalités historique du Club

### Entraîneurs
- 2002 :  Zico Kiadivila[2]